# Bishop of Hexen
Bishop of Hexen ist eine Black-Metal-Band aus Israel.

## Geschichte

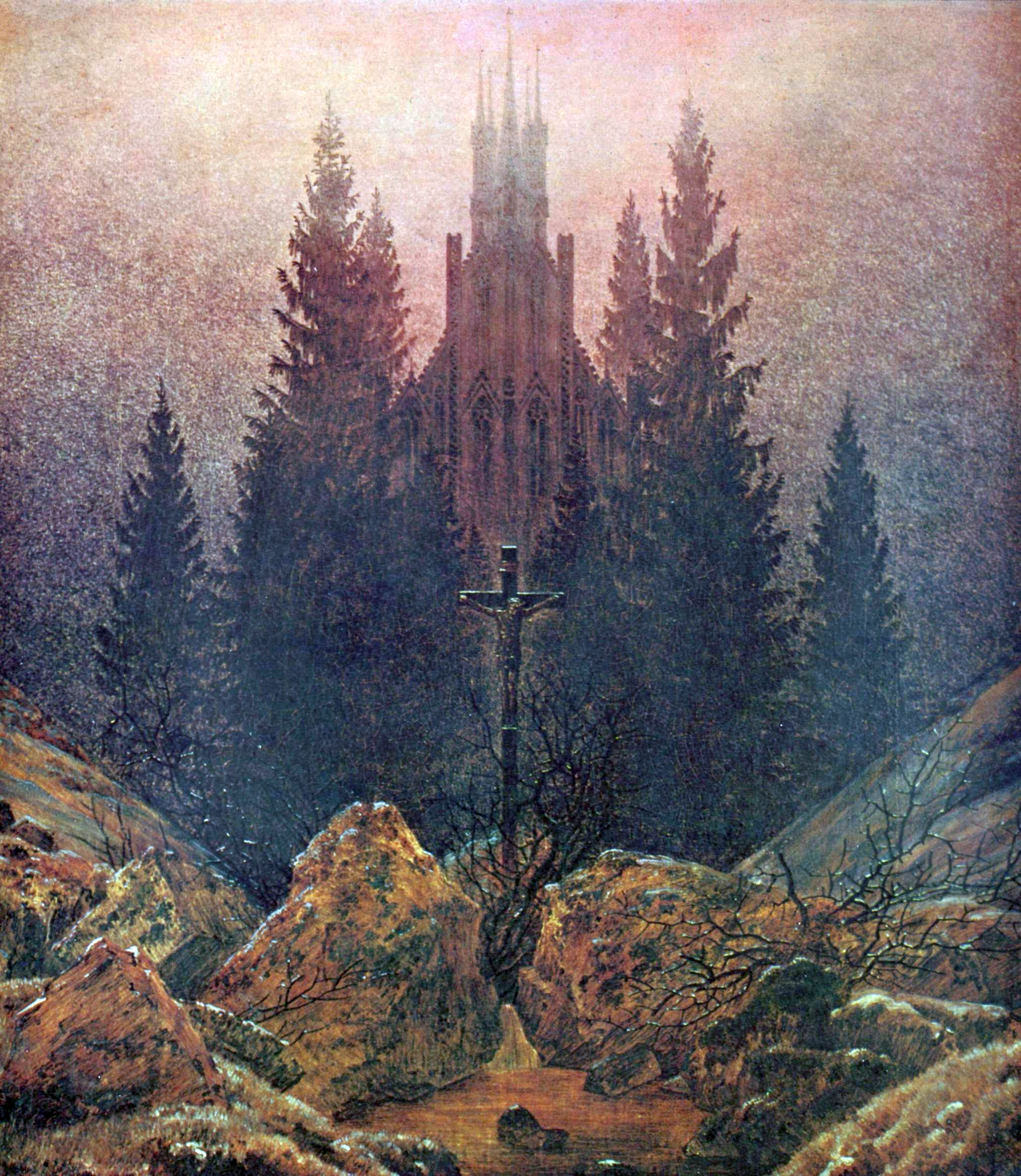
Caspar David Friedrichs Werk Kreuz und Kathedrale im Gebirge ziert das Cover des Debütalbums

Die Band wurde Ende 1994 in Ramat haScharon gegründet. Es folgte 1996 das Demo Ancient Hyms of Legends & Lore, das in einer Auflage von 450 Exemplaren erschien. Das Debütalbum Archives of an Enchanted Philosophy erschien im folgenden Jahr auf dem Untergrund-Label Hammerheart Productions aus Südkorea. Das Cover ziert das Gemälde Kreuz und Kathedrale im Gebirge von Caspar David Friedrich aus dem Jahr 1812.
Es folgten einige Jahre ohne musikalische Aktivitäten, bis Ende 2003 der Sänger Lord Koder, der früher bei Grimoire Mitglied war, und Gitarrist Ariel.E (ehemals Decayed Soul und Breorn) zur Band stießen. 2005 folgten der Beitritt des Bassisten Seelenfolter und die Unterzeichnung des Plattenvertrags über drei Alben beim Linzer Label CCP Records.

## Stil
Auf der Demoaufnahme Ancient Hymns of Legends & Lore dominierten der Gesang und ein sehr hoher Synthesizer, während das Schlagzeug und der dünne und schwache Gitarrenklang im Gesamtklang untergingen. Laut Markus Eck verdeutlichte sie jedoch bereits „das schier erschlagend hohe Potenzial dieser überaus theatralisch agierenden Melodic Black Metal-Künstler“, ihr Debüt Archives of an Enchanted Philosophy sei „eines der atmosphärisch allerbesten und faszinierendsten Alben dieser Richtung überhaupt“ und „wohl eines der am meisten beeindruckenden Zeugnisse des symphonisch opulenten Black Metal“. Die EP Unveil the Curtain of Sanity wurde von CCP Records als atmosphärischer, melodischer Black Metal beschrieben und von Eck aufgrund ihrer orchestralen Elemente mit den Frühwerken von Dimmu Borgir verglichen. Die Lieder der Band drehen sich um die Bibel, den ewigen Kampf zwischen Gut und Böse und um den Unheiligen, womit die Band sich auf den Satan bezieht:

„Die Mehrzahl der Leute, überall auf der Welt, haben die Bibel nur in Übersetzungen und nicht in ihrer originalen Sprache gelesen - in Hebräisch, so wie wir es taten. Fast in jeder Zeile sind die Spuren des ‚Unheiligen‘ bewiesen. Der ‚Unheilige‘ ist aber nicht das mittelalterliche, behufte und gehörnte Tier, er hat weder Klauen, noch eine menschliche Form, wie es z. B. von der katholischen Kirche den Menschen über Jahrhunderte glaubhaft gemacht wurde. Aber er manifestiert sich in einem viel vertrauterem Ort…in Gedanken und Seele! Nacht für Nacht, Atemzug für Atemzug erzeugen wir gute und böse Gedanken und jeden Tag können dunkle Entscheidungen unsere Gedanken erobern- und meistens tun sie dies. Folglich sind wir Satan, von Zeit zu Zeit.
Jedes unserer Lieder beinhaltet einen verschiedenen Aspekt des inneren Aufruhrs, in welchem wir uns wälzen. Was liegt unter dem Vorhang der geistigen Zurechnungsfähigkeit?“

## Diskografie

Cover des Debüts Archives of an Enchanted Philosophy

- 1996: Ancient Hymns of Legends & Lore (Demo)
- 1997: Archives of an Enchanted Philosophy (Album)
- 2004: Unveil the Curtain of Sanity (EP)
- 2006: The Nightmarish Compositions (Album)
- 2020: The Death Masquerade (Album)